# Луџоу
Луџоу (泸州) град је Кини у покрајини Сичуан. Према процени из 2009. у граду је живело 292.719 становника.

## Становништво
Према процени, у граду је 2009. живело 292.719 становника.
| 1990.   | 2009.   |
| ------- | ------- |
| 272.736 | 292.719 |